# Karangturi (Mrebet)
Karangturi is een bestuurslaag in het regentschap Purbalingga van de provincie Midden-Java, Indonesië. Karangturi telt 2802 inwoners (volkstelling 2010).